# Liolaemus burmeisteri
Liolaemus burmeisteri — вид ігуаноподібних ящірок родини Liolaemidae. Ендемік Аргентини. Описаний у 2012 році. Вид названий на честь німецького натураліста Германа Бурмайстера.

## Поширення і екологія
Liolaemus burmeisteri відомі з типової місцевості, розташованої в департаменті Чос-Малаль в провінції Неукен, на висоті 1037 м над рівнем моря. Вони живуть на помірних луках, порослих Stillingia, Colliguaja, Nassauvia, Haploppapus, Fabiana, Schinus і Stipa.